# André Misiekaba
André Theodorus (André) Misiekaba (28 juli 1976) is een Surinaams politicus en voorganger van een Volle Evangeliegemeente in Paramaribo. Van 2019 tot 2020 was hij minister van Sociale Zaken en Volkshuisvesting, en is sinds 2025 minister van Volksgezondheid. 

## Levensloop
André Misiekaba studeerde bestuurskunde aan de Anton de Kom Universiteit van Suriname en draagt de titel doctorandus (soort master). Hij is voorganger in de wijk Latour van een pinkstergemeente die deel uitmaakt van Charisma Ministries International, geleid door Humro Imanuel.
In 2010 maakte Desi Bouterse een vreemde zet door aan te kondigen dat hij geen lijsttrekker maar lijstduwer zou worden van de Nationale Democratische Partij (NDP). Hij wees de jonge predikant Misiekaba aan als lijsttrekker. Het nieuws lokte veel reacties en onbegrip uit binnen de NDP. Binnen vierentwintig uur liet Bouterse weten het lijsttrekkerschap toch zelf op zich te nemen.
Na de verkiezingen van 2010 nam Misiekaba zitting in De Nationale Assemblée (DNA). Hij was in maart 2012 een van de initiatiefnemers van de Amnestiewet-aanpassing met het doel om Bouterse onbestraft te laten voor de Decembermoorden. Ook verdedigde hij hem in DNA en in Surinaamse en Nederlandse media. De Decembermoorden, waarvoor Bouterse in 2023 als hoofddader werd veroordeeld tot 20 jaar gevangenisstraf, wuifde hij in het amnestiedebat weg als een politiek proces. Dat terwijl Ruben Rozendaal een maand eerder onder ede had verklaard dat Bouterse persoonlijk Surendre Rambocus en Cyrill Daal had doodgeschoten. Misiekaba hield het pleidooi in DNA dat als Bouterse altijd vrij had rondgelopen, daarin nu ook geen verandering mocht komen. Hierbij ging hij voorbij aan de angst en dreiging die Suriname decennialang in zijn greep had gehouden en een rechtzaak in Suriname gewoonweg onmogelijk was geweest. Nabestaanden brachten jaar na jaar moed op om de slachtoffers in Suriname te herdenken. Een voorbeeld is Ilse Labadie die voorzitter was van de Organisatie voor Gerechtigheid en Vrede. De bedreigingen waren soms zo erg dat zij en haar man moesten onderduiken.
Misiekaba werd in 2015 fractieleider. Hij was tevens een van de ondervoorzitters van de NDP. 
In 2019 stond zijn woonadres op een lijst die door Surinaamse militairen werd bewaakt. De lijst werd door ABOP-lid Edward Belfort openbaar gemaakt in DNA. In plaats van zich te verantwoorden liep Misiekaba de vergaderzaal uit. Later dat jaar werd hij benoemd tot minister van Sociale Zaken en Volkshuisvesting. Hij bleef aan tot de kabinetswisseling in 2020.
Tijdens de verkiezingen van 2020 werd hij opnieuw gekozen tot lid van DNA. Het DNA-lid, tevens ondervoorzitter, stapte echter op 28 juli 2020 uit de partij. Hij was ontevreden omdat bepaalde figuren niet worden teruggefloten en er geen evaluatie werd gehouden over het grote verlies voor de NDP van tien zetels tijdens de verkiezingen. Hij werd opgevolgd door Tashana Lösche. Hij keerde niettemin terug tijdens de verkiezingen van 2025 op nummer 3 van de lijst van de NDP.
Hij is sinds 2025 minister van minister van Welzijn, Volksgezondheid en Arbeid in het kabinet-Simons, met voor Volksgezondheid onderminister Raj Jadnanansing.